# Haut-montravel
Le haut-montravel est un vin blanc français du Sud-Ouest de la France qui bénéficie d'une appellation d'origine contrôlée. C'est une appellation locale incluse dans l'appellation régionale bergerac.

## Histoire
Cette appellation a une histoire ancienne commune avec celle des autres vins de Bergerac.

## Situation

### Aire géographique
Cette appellation occupe l'extrême ouest du vignoble de Bergerac. Elle est limitrophe avec la Gironde et le vignoble de Bordeaux.
Elle est circonscrite à la zone classée des communes suivantes : Bonneville-et-Saint-Avit-de-Fumadières, Fougueyrolles, Lamothe-Montravel, Montazeau, Montcaret, Montpeyroux, Nastringues, Port-Sainte-Foy-et-Ponchapt, Saint-Antoine-de-Breuilh, Saint-Méard-de-Gurçon, Saint-Michel-de-Montaigne, Saint-Vivien et Vélines. Il s'agit des mêmes communes que pour le côtes-de-montravel, et sur un même domaine de production de vignes, les deux appellations peuvent être revendiquées, à condition de suivre les conditions des cahiers des charges respectifs.

### Climatologie
Elle bénéficie du même climat que Bergerac. Le microclimat local est rendu plus clément pour la vigne par l'exposition plein sud de ses coteaux.

### Géologie et orographie
L'appellation est implantée sur une roche mère d'origine sédimentaire : le même calcaire à astérie que celui du vignoble de Saint-Émilion surmonté de la molasse de l'Agenais et le calcaire blanc de l'Aquitanien responsable des reliefs les plus marqués.
Les terrasses qui bordent la Dordogne sont constituées d'alluvions du quaternaire. Ce sont des sables et graviers argileux au pH plutôt acide, peu fertiles et bien drainants.

## Le vignoble

### Encépagement
Les cépages principaux sont la muscadelle B, les sauvignon blanc B et gris G et le sémillon B. Le sémillon doit compter pour au moins la moitié de l'encépagement. L'ondenc B est un cépage accessoire limité à 10 % de l'encépagement.
Ces cépages sont les mêmes que ceux du Sauternais.

### Pratiques culturales
Les vignes sont plantées à un minimum de 5000 pieds par hectare. L'écartement entre rangs ne doit pas dépasser deux mètres et l'écartement entre ceps dans le rang doit être au moins de 0,80 mètre. Ces mesures visent à entretenir une concurrence entre ceps pour l'accession aux éléments minéraux du sol favorable à une bonne richesse du raisin en sucre et en arômes.
Les vignes sont conduites avec les modes de taille guyot, en cordon de royat ou encore à cots. (nom local de la taille en gobelet) Elle est limitée à 10 yeux francs (bourgeons porteurs de grappe) par cep.
La hauteur du feuillage doit être au moins de 0,6 fois l'écartement entre les rangs. Une surface foliaire suffisante est indispensable au développement du raisin. En effet, ce sont les feuilles qui produisent le sucre véhiculé par la sève élaborée et issu de la photosynthèse.
Le viticulteur traite la vigne contre les maladies cryptogamiques (principalement mildiou et oïdium) et maintient le sol propre en tondant l'herbe ou en utilisant des herbicides. Malgré ces précautions, des pieds de vigne meurent tous les ans. Ils doivent être remplacés car si le taux de pieds morts ou manquants dépasse 20 %, le rendement de la parcelle est réduit dans la même proportion.
L'irrigation des vignes est interdite.

### La récolte

#### Rendement
La charge maximale de raisin apte à la production du haut-montravel est limitée à 7 000 kg par hectare. Une fois ce raisin vinifié, la quantité produite par hectare est limitée à vingt-cinq hectolitres de vin.

#### Maturité du raisin
Le raisin doit être récolté à surmaturité, avec action ou non du botrytis cinerea. Pour cela, il doit atteindre une richesse en sucre d'au moins 255 grammes par litre de moût.

#### Vendanges
Les vendanges sont manuelles, par tries successives.

## Le vin

### La vinification
Les bennes auto-vidantes à pompe à palettes et les pressoirs continus sont interdits. La technique de cryo-extraction est interdite ; il s'agit d'un procédé technologique qui reproduit les effets du gel utilisé pour le vin de glace. Tout enrichissement est interdit.

### Normes analytiques
Le haut-montravel est un vin liquoreux. Il doit garder en fin de fermentation une quantité de sucres non fermentés de plus de 85 grammes par litre.
Le vin doit présenter un taux alcoométrique volumique naturel de 17 % de volume dont au moins 12 % de volume acquis. La différence concerne la quantité de sucre résiduel qui n'a pas fermenté.

### Dégustation
Le haut-montravel peut avoir des flaveurs liées à une surmaturité plus poussée, voire à des arômes liés à la pourriture noble (fruits confits, rôti). Une note boisée ou vanillée vient parfois trahir l'élevage en barrique.

### Accords à table
Les vins les plus riches en sucre et les plus puissants peuvent accompagner le foie gras ou les fromages à pâte persillée.

## La production
En 2005, la production se répartit sur 29 opérateurs, dont 26 viticulteurs et 26 vinificateurs (23 caves particulières, 2 caves coopératives et 1 négociant).

## Sources